# Tudun Wada
Tudun Wada è una delle quarantaquattro aree a governo locale (local government areas) in cui è suddiviso lo stato di Kano, nella Repubblica Federale della Nigeria. Conta una popolazione di 231.742 abitanti.